# Febre hemorrágica da Crimeia-Congo
A febre hemorrágica da Crimeia-Congo é uma doença viral infectocontagiosa e que se transmite através da picada de carrapatos do género Hyalomma. O vírus causador da doença é um membro da ordem dos Bunyaviridae. 
A doença é uma zoonose já que pode se disseminar através de várias espécies de animais domésticos e selvagens. Humanos que trabalham em fazenda ou abatedouros são mais comumente contaminados, além disso o contato com secreções de pessoa ou animal contaminado também podem causar a doença.
Está presente em regiões como a África, Rússia, região dos Bálcãs, Oriente Médio e Ásia, é comum ocorrerem surtos em regiões endêmicas. O vírus foi identificado pela primeira vez na Crimeia em 1940.
Em humanos é uma doença grave com uma mortalidade que oscila entre o 10 e o 40%. Os sintomas de uma pessoa infectada podem incluir febre, dor muscular, dor de cabeça, vômitos, diarreia e sangramentos.

## Aspectos zoonósicos
A maioria de afectados são homens adultos com ocupações relacionadas com a ganadería: pastores, ganadeiros, peones, matarifes e veterinários. Às vezes dá-se em habitantes de cidade que têm contactado com tecidos infectados ou picados por garrapatas no curso de caçadas ou excursiones. Em áreas de febre hemorrágica Crimeia-Congo endémica, os rumiantes domésticos seroconvierten depois de infecções naturais ao princípio de suas vidas. Os humanos que contactem com sangue virémica de tais animais no curso de manipulações tais como castrações, vacunações, colocação de crotales ou sacrifícios, podem se infectar facilmente. Alguns brotes humanos graves em África do Sul se deram em funcionários de mataderos de avestruces, os quais, ainda que parecem ser bastante resistentes à infecção, costumam estar muito parasitados por Hyalomma.
A doença já foi detectada na Espanha com duas pessoas falecidas e outra contagiada em Madri, mas existem três graves fatores de risco: uma climatología muito adequada em todo o Sur peninsular, densas populações de Hyalomma lusitanicum (não avaliado como vetor, mas provavelmente eficaz) e frequentes importações de avestruces adultos para uma criança em auge.